# MessagePack

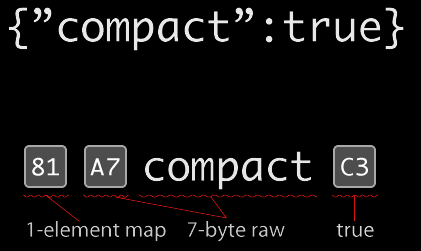
Exemplo da estrutura interna de um pacote MessagePack.

MessagePack é um formato para escrita de informação na área da computação. Os dados armazenados são escritos no sistema binário representando estruturas de dados básicas como arrays e arrays associativos. Seu objetivo principal é ser simples e o mais compacto possível. As implementações oficiais estão disponível para várias linguagens de programação: C, C++, C#, D, Erlang, Go, Haskell, Java, JavaScript, Lua, OCaml, Perl, PHP, Python, Ruby, Scala e Smalltalk.
O formato é apresentado como similiar ao JSON, porém mais rápido e menor.

## Tipos
- null
- boolean
- números inteiros (com e sem sinal)
- números de ponto flutuante (de precisão simples e dupla)
- byte array (strings e dados binários)
- array
- array associativo (também chamado de mapa)

## Comparação com outros formatos
MessagePack é mais compacto que JSON, entretanto impõe limitações quanto o tamanho de números e arrays. Em contrapartida, ele permite dados binários e strings codificadas em outros formatos além de UTF-8.
Comparado com o BSON, ele é mais eficiente em termos de uso de espaço. Por exemplo, um pacote BSON necessita de um byte adicional de valor zero no final de cada string. Além disso, o MessagePack permite representações mais enxutas de inteiros pequenos e arrays pequenos.